# Колліна-дей-Чильєджи (парк)
45°30′40.39″ пн. ш. 9°12′27.96″ сх. д. / 45.5112194° пн. ш. 9.2077667° сх. д.

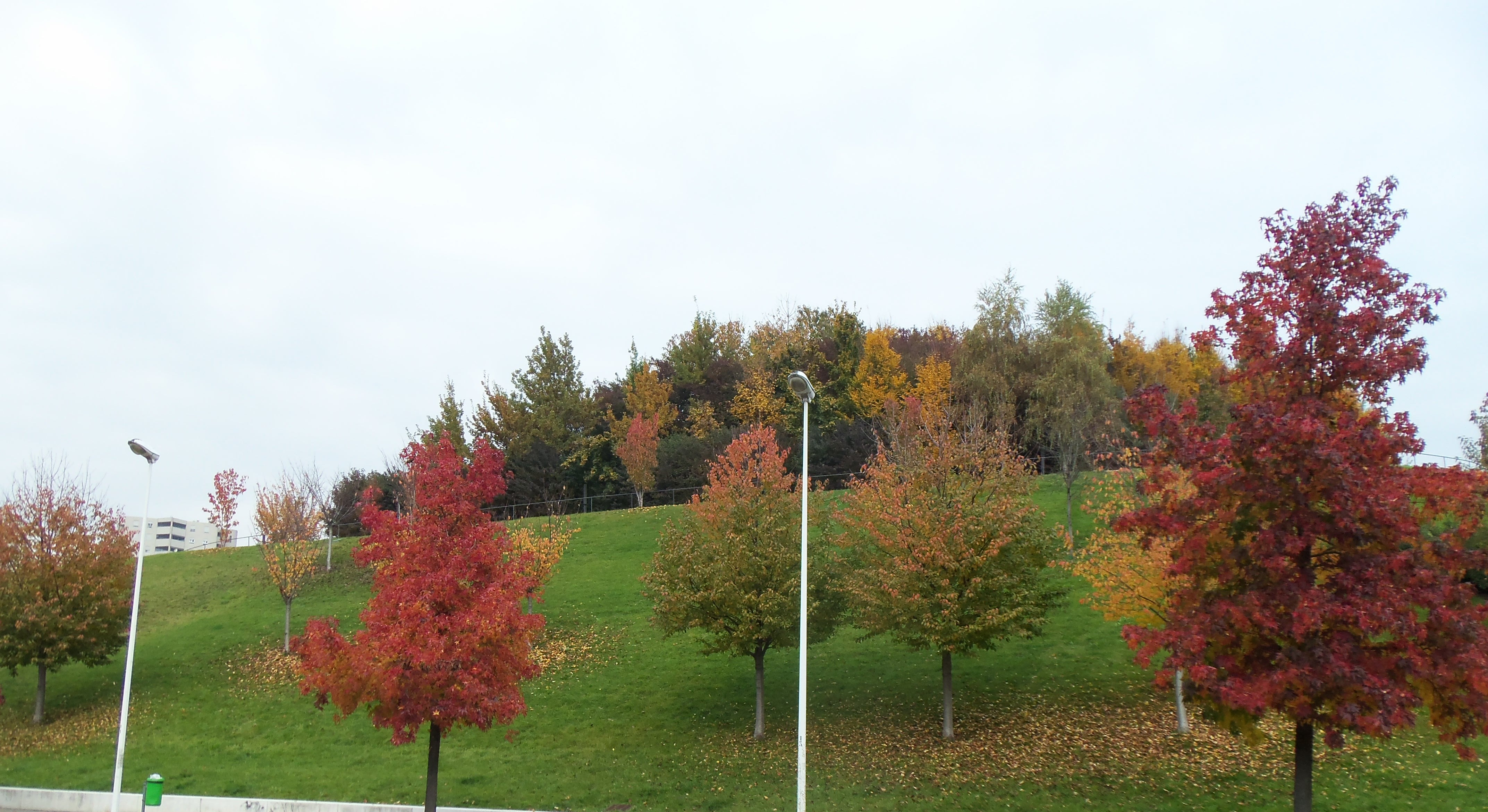
Парк «Вишневий пагорб»

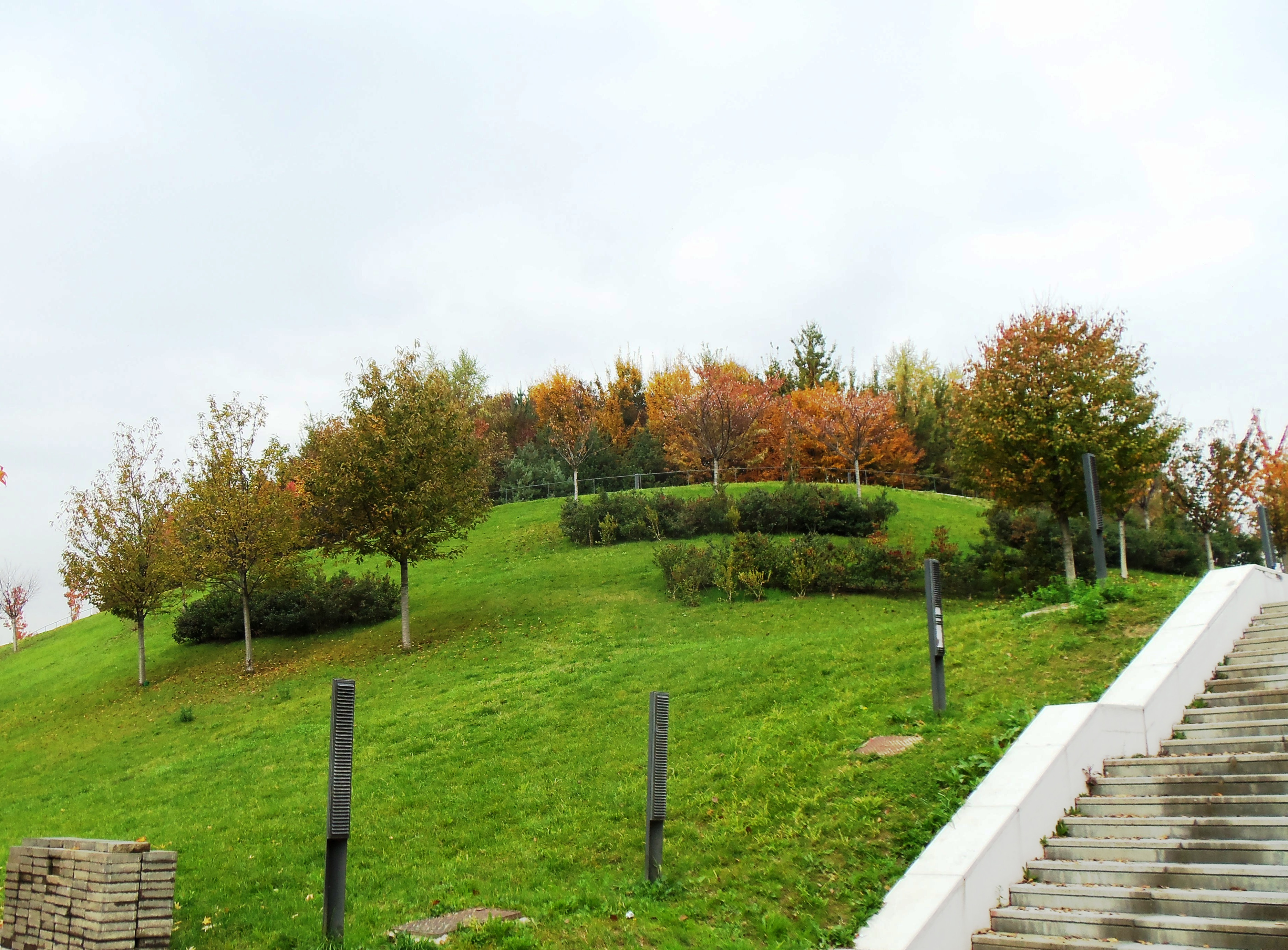

Collina dei Ciliegi (в перекл. з іт. «вишневий пагорб») — це міський парк, відкритий у 2007 р. в Мілані, Зона 9, розташований по вул. Сарка (viale Sarca) поблизу Університету «Бікокка» (Bicocca). Парк розкинувся на пагорбі висотою 25 метрів; площа — 30 000 кв.м. Попри його відносно невеликий розмір парк поділений на зелені зони: на півночі, у напрямку «Giardini dell'Esplanade», широкі галявини та алеї поєднують з Bicocca; на сході (напрямок станції Greco) — великі зелені території.
Близько чверті площі парку засаджено 820 деревами (в основному різновиди вишневих дерев — Prunus serrulata «Kanzan», Prunus serrulata avium і Prunus subhirtella) і 6000 кущів. Планується побудувати пішохідно-велосипедну доріжку, яка б з'єднала Collina dei Ciliegi з Parco Nord Milano.